# Kaya (árvore)
Kaya ou torreya-japonesa (Torreya nucifera), é uma árvore conífera de crescimento lento, nativa do sul do Japão e Jeju de Coreia do Sul.
Ela cresce cerca de 15–25 m com um tronco que chega até 1.5 m de diamêtro. As folhas são verdes, anguntifolias, com cerca de 2–3 cm de comprimento e 3 mm de largura, com uma ponta extremamente aguda e duas faixas esbranquiçadas de estômatos no lado de baixo; elas são dispostas em arranjo espiralado, mas torcido na base.

## Usos
Sua madeira é valorizada para a construção de tabuleiros de Go/Baduk por causa de usa coloração amarelo-dourada, textura dos anéis, e por causa da qualidade do som ao se colocar uma pedra de Go/Baduk em sua superfície. Existe também a Shin-kaya, ou kaya falsa, que é geralmente de uma coloração mais esbranquiçada, e que se tornou algo popular para jogos mais baratos devido à pouca disponibilidade de árvores de Kaya.
As sementes são comestíveis, podendo também ser prensadas pelo óleo vegetal que contêm.